# 一碘化碲
一碘化碲是一种无机化合物，化学式为TeI。已知存在两种形式。它们的结构与碲的其他一卤化物的不同。碲有三个低碘化物，α-TeI、β-TeI和Te2I，以及四碘化碲。

## 制备和性质
TeI是灰色固体，由碲金属和碘在氢碘酸里的水热合成法生成。接近270 °C时，这个反应会生成呈三斜晶体的α-TeI。当这个化合物被加热至150 °C时，准稳态单斜晶体的β-TeI便会生成。化合物在结构上与Te2I有关系（参见一溴化二碲），但是额外的碘群不会与其他中央Te原子桥连。
所对应的一氯化物和一溴化物是分子化合物，化学式为Te2X2。

## 二碘化碲
虽然科学家仍未分离出可观量的TeI2，但是TeI2(硫脲)2之类的配合物的性质已得到充足研究。一溴化二碲配合物的水溶液与碘化钠反应时，TeI2(硫脲)2配合物会沉淀。

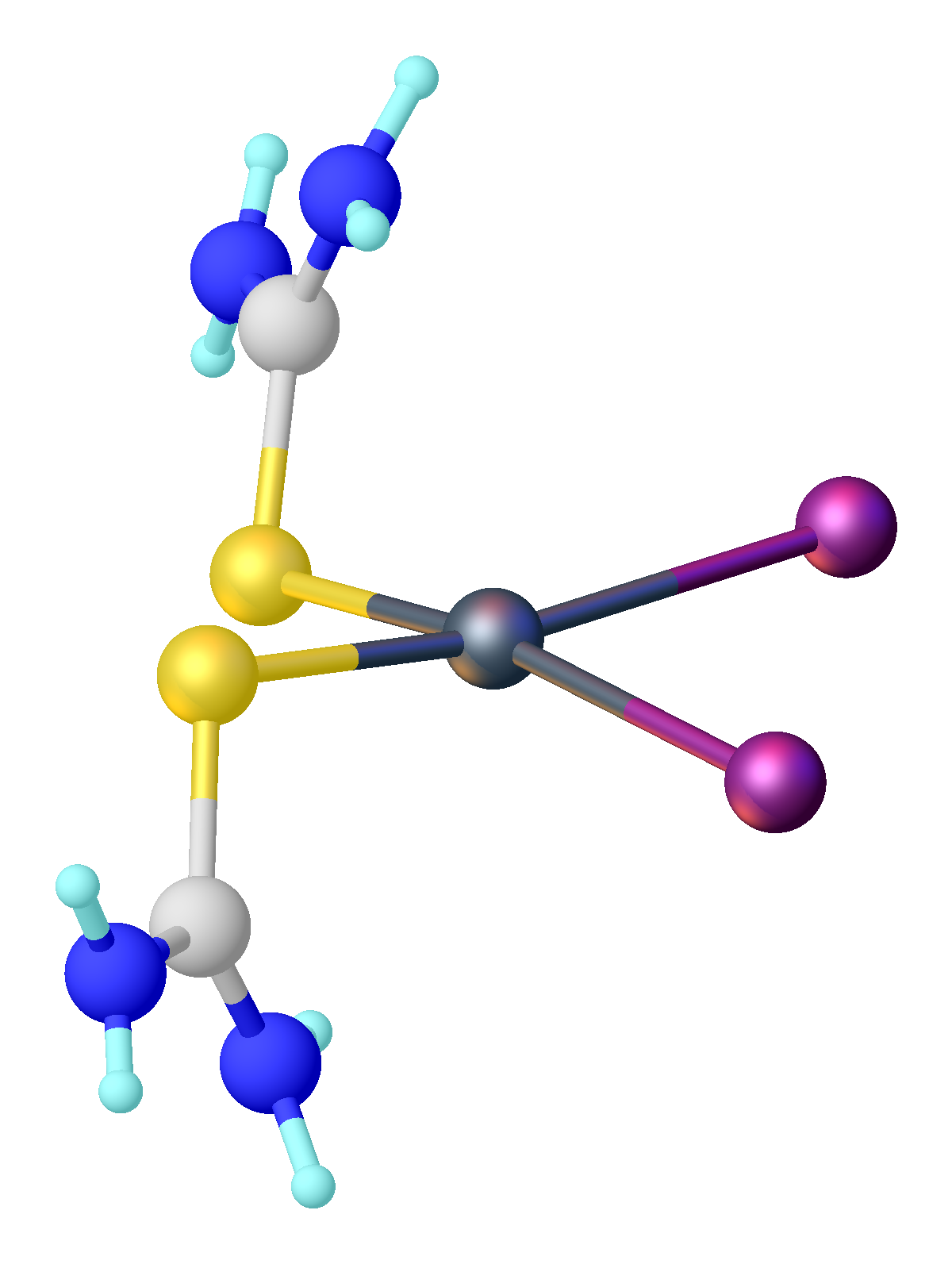
TeI_{2}(硫脲)_{2}的结构